# Albert Margai
Sir Albert Michael Margai (* 10. Oktober 1910 in Gbangbatoke; † 18. Dezember 1980) war Premierminister in Sierra Leone vom 30. April 1964 bis 17. März 1967.
Albert Margai wurde in Gbangbatoke im Moyamba-Distrikt geboren, wuchs aber zum größten Teil in Freetown auf. Hier beendete er 1948 erfolgreich sein Jurastudium.
Unter seinem Halbbruder Milton Margai, dem ersten Premierminister Sierra Leones, diente Albert Margai als Finanzminister (1962) sowie Minister für Bildung, Landwirtschaft und Natur.
Margai war Gründungsmitglied der Sierra Leone People’s Party (SLPP). Margai war eng mit Siaka Stevens verbunden. 1957 übernahm Margai den Vorsitz der (SLPP), legte diesen aber nur wenig später nieder und gründete zusammen mit Stevens die People’s National Party. Während seiner gesamten politischen Laufbahn polarisierte Margai sehr stark. Er wurde unter anderem der Bevorzugung bestimmter Stämme und der Korruption verdächtigt. Margai verlor die Präsidentschaftswahlen 1967 gegen seinen ehemaligen Weggefährten und Freund Siaka Stevens. Stevens übernahm mit dem All People’s Congress die Macht. Margai wollte die Wahlniederlage nicht akzeptieren und stiftete seinen Freund David Lansana zu einem Putsch an. Für vier Tage im März 1967 übernahm Lansana die Macht, ehe Ambrose Patrick Genda von National Reform Council wieder putschte.
1965 wurde er von Elisabeth II. zum Knight Bachelor („Sir“) erhoben.
Albert Margai ist Vater des Politikers Charles Margai.